# Vietnamesiska köket

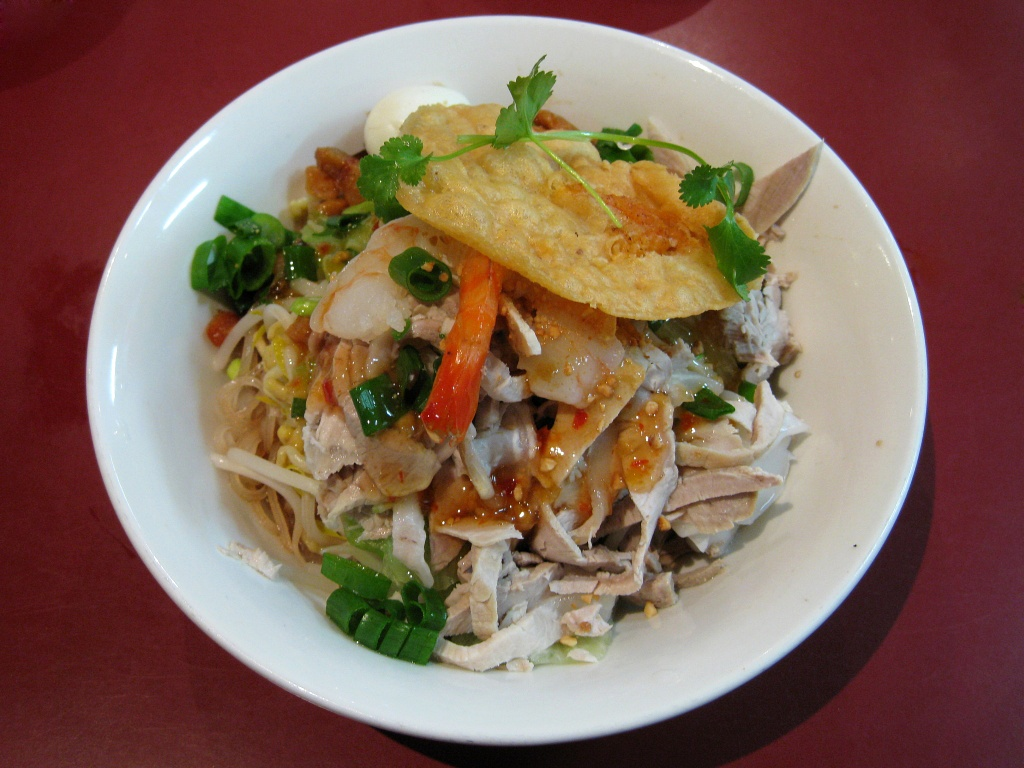
Ho Tieu Kho, en vietnamesisk nudelbaserad rätt.

Det vietnamesiska köket är den mat som lagas och äts i Vietnam. Vad vietnamesisk mat innebär varierar stort. Vid kusterna är fisk vanligt medan det i inlandet mestadels förekommer kötträtter. Eftersom buddhismen har funnits länge i landet finns det en lång tradition av vegetarisk matlagning, samtidigt som genomsnittsvietnamesen äter mycket kött, och ser icke-animalisk kost som ett tecken på fattigdom. Stora skillnader finns även mellan de norra och södra delarna av landet.
Det vietnamesiska köket delas upp i tre regioner: norr, centrala och södra. Norra Vietnam är vietnamesernas kärnland och härifrån kommer några av de mest kända rätterna, som den överallt serverade nudelsoppan Phở, och mer exotiskt kött, som hundkött, äts i större utsträckning i norr. I centrala Vietnam är maten mer kryddad och en måltid består ofta av flera sidorätter. Maten i södra delen av landet är mer inspirerad av influenser utifrån, på grund av en längre period under franskt styre och tidigare en stor kinesisk minoritet.

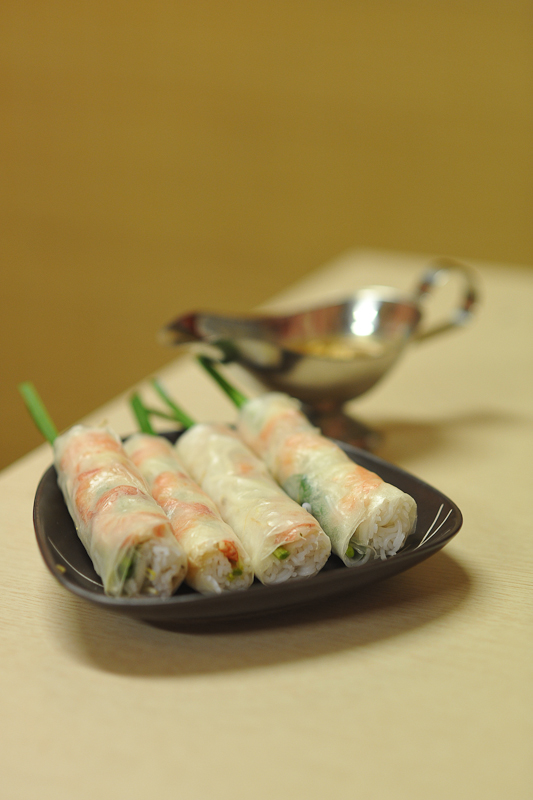
Nem cuon eller Goi cuon (salladsrullar), en nem, maträtt inpackad i banh trang

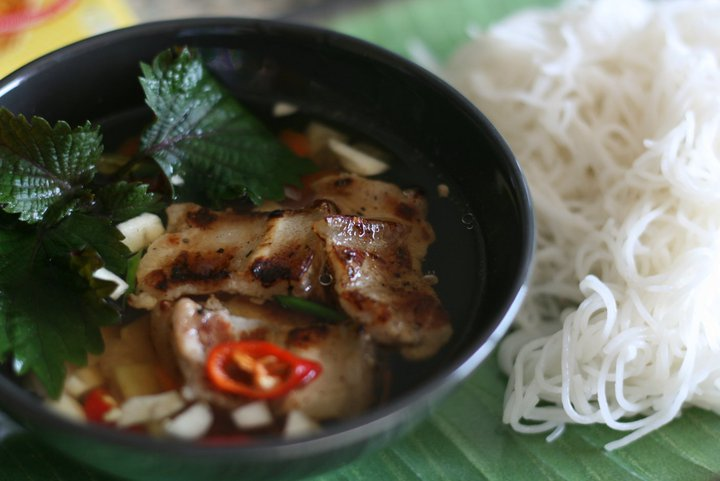
Bún chả, en maträtt med grillat fläsk, nudlar och örter

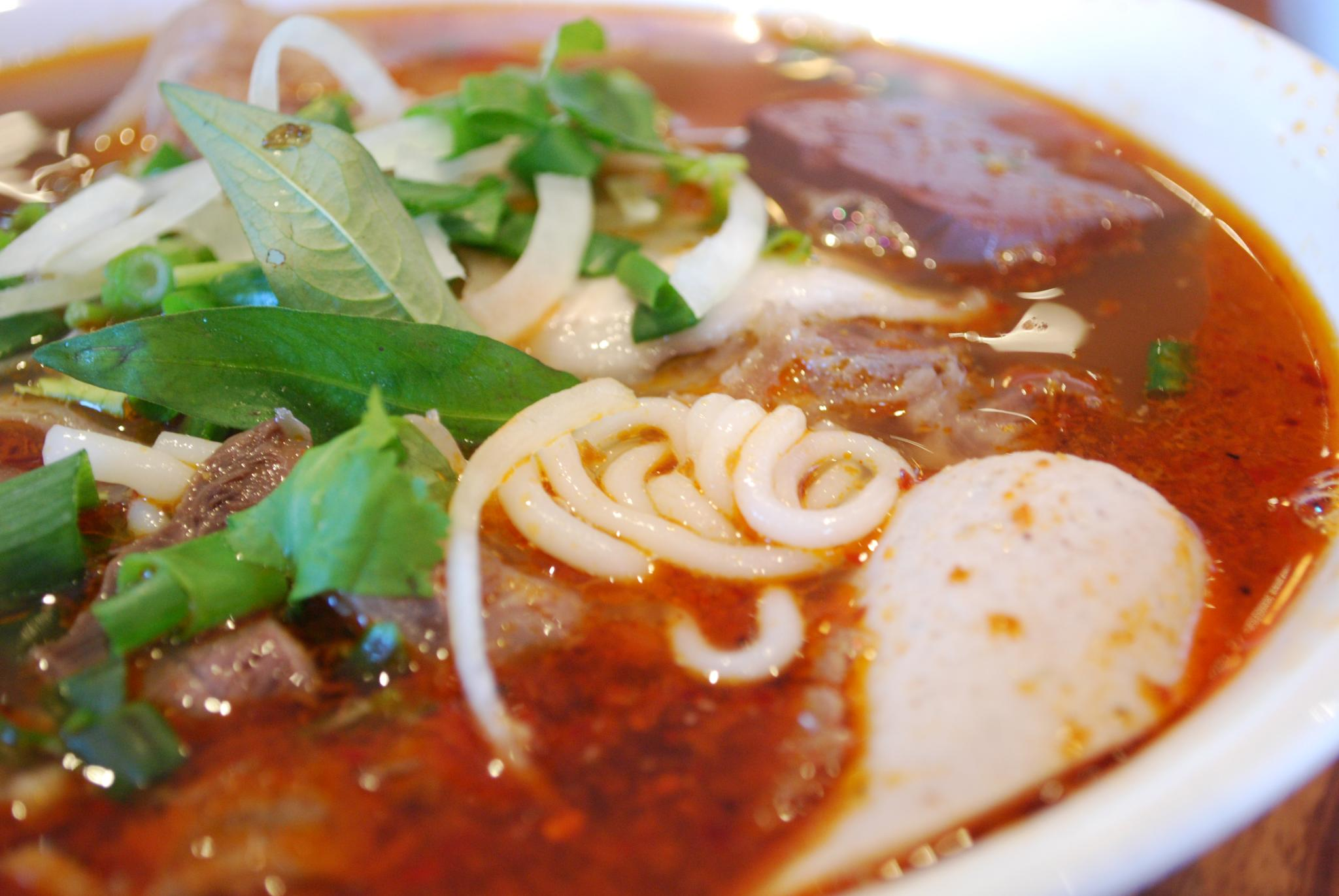
Bún bò Huế, en kryddig nudelsoppa serverad med färska örter och grönsaker

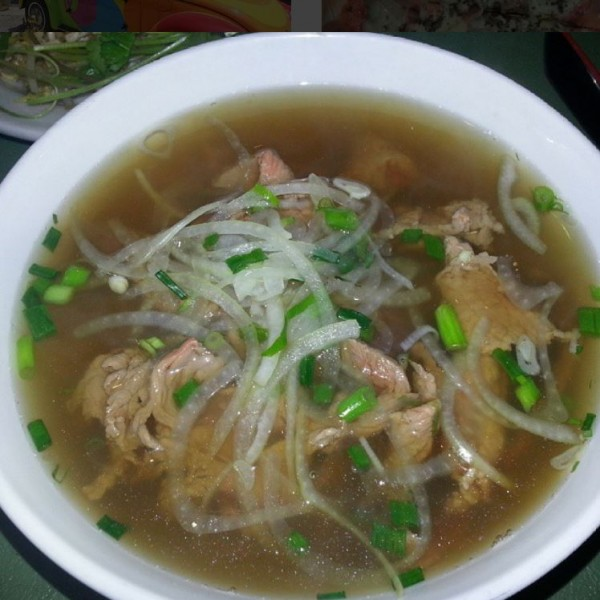
Phở bò från Hoi An - olika regioner har olika recept för sin Phở

Det vietnamesiska köket använder en kombination av fem grundläggande smaker (vietnamesiska: ngũ vị) i sina maträtter. Varje vietnamesisk maträtt har en distinkt smak som återspeglar ett eller flera av dessa element. Vanliga ingredienser är räkpasta, sojasås, bönsås, ris, färska örter, frukt och grönsaker. Franska köket har också haft ett stort inflytande på grund av den franska koloniseringen av Vietnam. Vietnamesiska recept använder citrongräs, ingefära, mynta, korianderpilört, mexikansk koriander, Cinnamomum loureiroi, bird's eye chili, lime och thaibasilikablad. Traditionell vietnamesisk matlagning är känd för sina färska ingredienser, minimal användning av mejeriprodukter och olja, samt beroende av örter och grönsaker. Med balansen mellan färska örter och kött och en selektiv användning av kryddor för att få en fin smak, anses det vietnamesiska köket vara en av de hälsosammaste köken i världen.